# 三氧化钼
三氧化钼是钼（VI）的氧化物，分子式为MoO3，是制取其它钼化合物的主要原料。它主要用作制取金属钼，以及催化很多有机反应，比如丙烯氨氧化制取丙烯腈。

## 结构

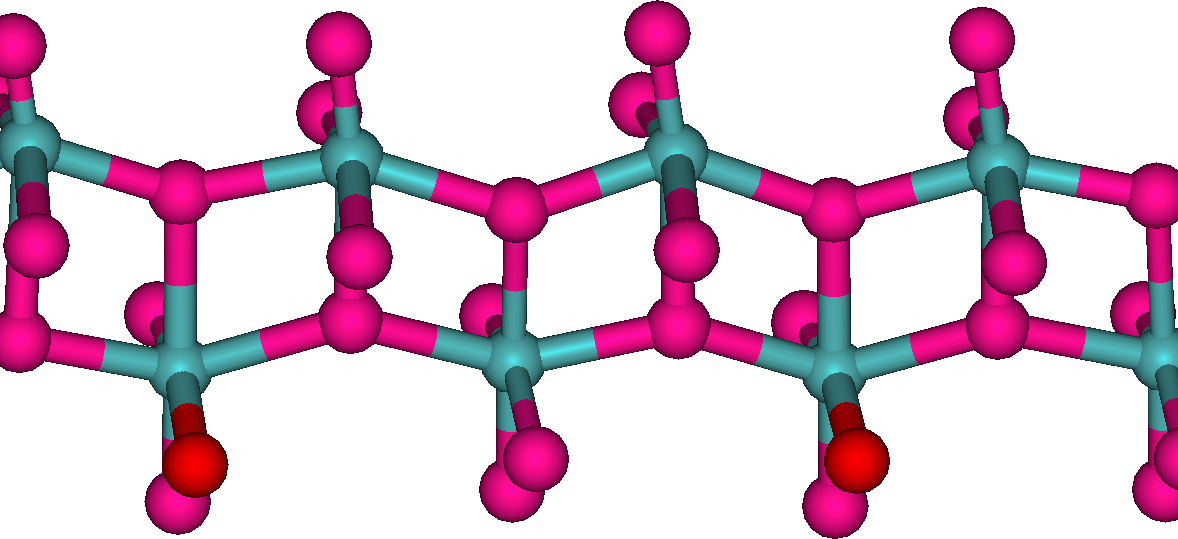
三氧化钼的结构

气态时，三氧化钼由MoO3分子组成，Mo-O之间为双键。固态时，无水三氧化钼为正交晶系，含有变形八面体MoO6构成的层状结构。八面体成链，之间有氧原子交联，八面体中一条Mo-O（非交联氧）键长较短。

## 制备
工业上用二硫化钼氧化制备三氧化钼：
2 MoS2 + 7 O2 → 2 MoO3 + 4 SO2
实验室中，则可先由钼酸钠溶液酸化制得三氧化钼水合物，再将其干燥制得：
Na2MoO4 + H2O + 2 HClO4 → MoO3(H2O)2 + 2 NaClO4

## 反应
三氧化钼可溶于碱，生成钼酸盐：
MoO3 + 2NH3·H2O → (NH4)2MoO4 + H2O
根据pH的不同，钼酸盐可以以正钼酸盐或多钼酸盐存在。
三氧化钼高温与氢气反应，最终产物是金属钼。金属钼即通过此法制取：
MoO3 + 3 H2 → Mo + 3 H2O
三氧化钼在160 °C水热条件下和氟化钾、氢氟酸反应，可以得到无色的KMoO2F3晶体。用类似方法可得到相应的铷、铵、铊(I)盐。